# Hubwagen

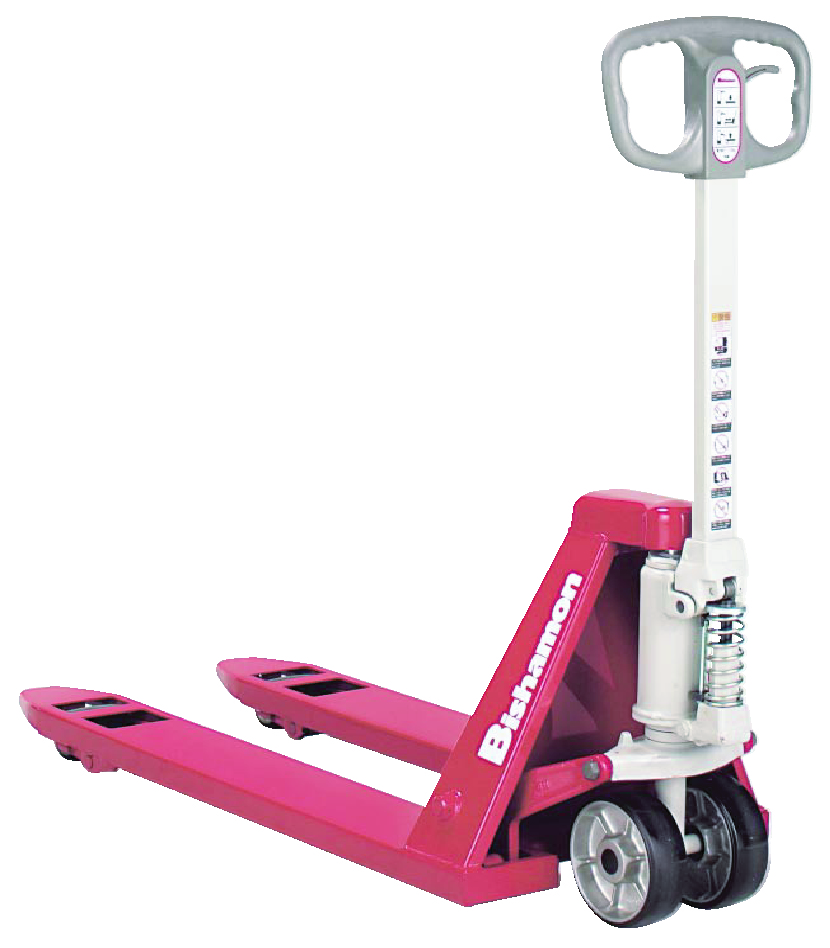
Handhubwagen

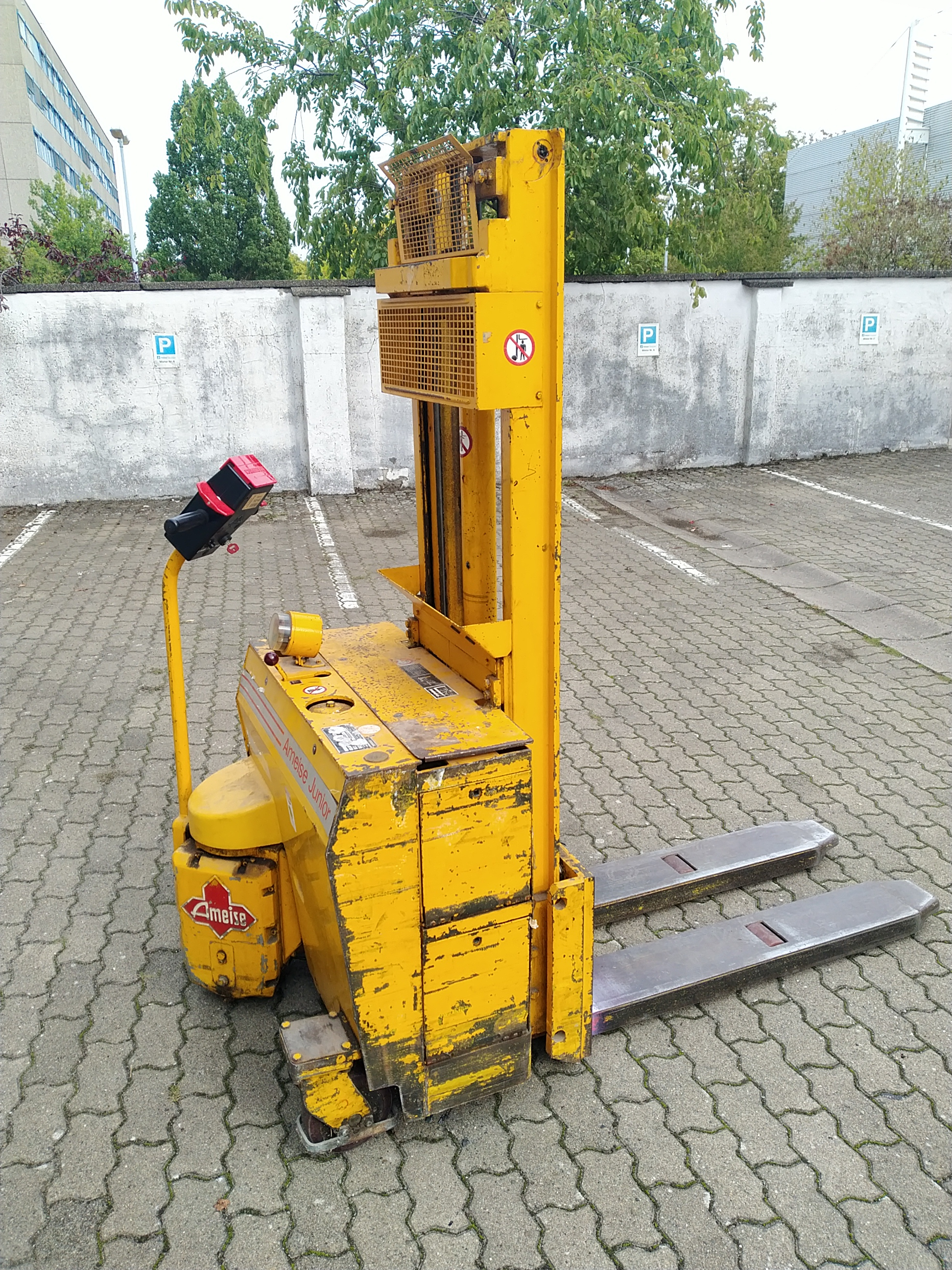
Batterieelektrischer Hubwagen „Ameise Junior“

Ein Hubwagen ist ein Flurfördergerät mit elektrischem oder ohne elektrischen Antrieb. Mit ihm können Transportpaletten, Gitterboxen und entsprechende Transporthilfsmittel auf ebenem Untergrund transportiert werden.

## Funktionsweise
Ein Hubwagen hat zwei Metallzinken (Gabel), die unter die Palette geschoben werden können. Vorn unter den Zinken befinden sich kleine, nach unten ausfahrbare Lastrollen, auf der anderen Seite sind eine oder zwei lenkbare Rollen angebracht. Über die Last- und Lenkrollen können mit einem hydraulischen Hubzylinder und einem Gestänge die Hubzinken parallel zum Boden in der Höhe verstellt werden; damit kann die Palette zum Verfrachten angehoben werden. Der Griff dient zum Bewegen und Lenken sowie bei antriebslosen Geräten als Hebel für eine Hydraulikpumpe, die den Hubzylinder speist. Am Griff oder in der Nähe der Lenkachse befindet sich die Bedienmöglichkeit für das Hydraulikventil (Heben/Fahren/Absenken). Elektro-Hubwagen folgen durch weitere Schaltgriffe dem Bediener.
Mit Wägezellen ausgerüstete Hubwagen dienen zugleich als mobile Waage.

## Abgrenzung zum Gabelstapler
Hubwagen unterscheiden sich von Gabelstaplern vor allem dadurch, dass der Lastschwerpunkt innerhalb der Fahrzeugkontur liegt und somit das bei Gabelstaplern erforderliche Gegengewicht entfällt. Der Bediener läuft in der Regel nebenher oder steht auf einer am Hubwagen befestigten Plattform, während er beim Stapler sitzt. Es gibt jedoch auch Elektrohubwagen, bei denen der Fahrer sitzend mitfährt und diese wie einen Stapler steuert. Hubwagen sind kompakter, leichter und wendiger als Gabelstapler. Handhubwagen ohne Motor werden auch auf der Ladefläche von Lastkraftwagen eingesetzt. In Verbindung mit einer Ladebordwand (= Hubladebühne) kann man so Ladegut von der Ladefläche zur Straßenebene befördern.

## Verladehöhe
Niederhubwagen erlauben nur das ebenerdige Verfahren der Paletten, während diese mit Hochhubwagen auch in Regale oder auf andere erhöht liegende Untergründe gehoben werden können; mithilfe von Doppelstockhubwagen auch auf andere Paletten.

## Handhubwagen

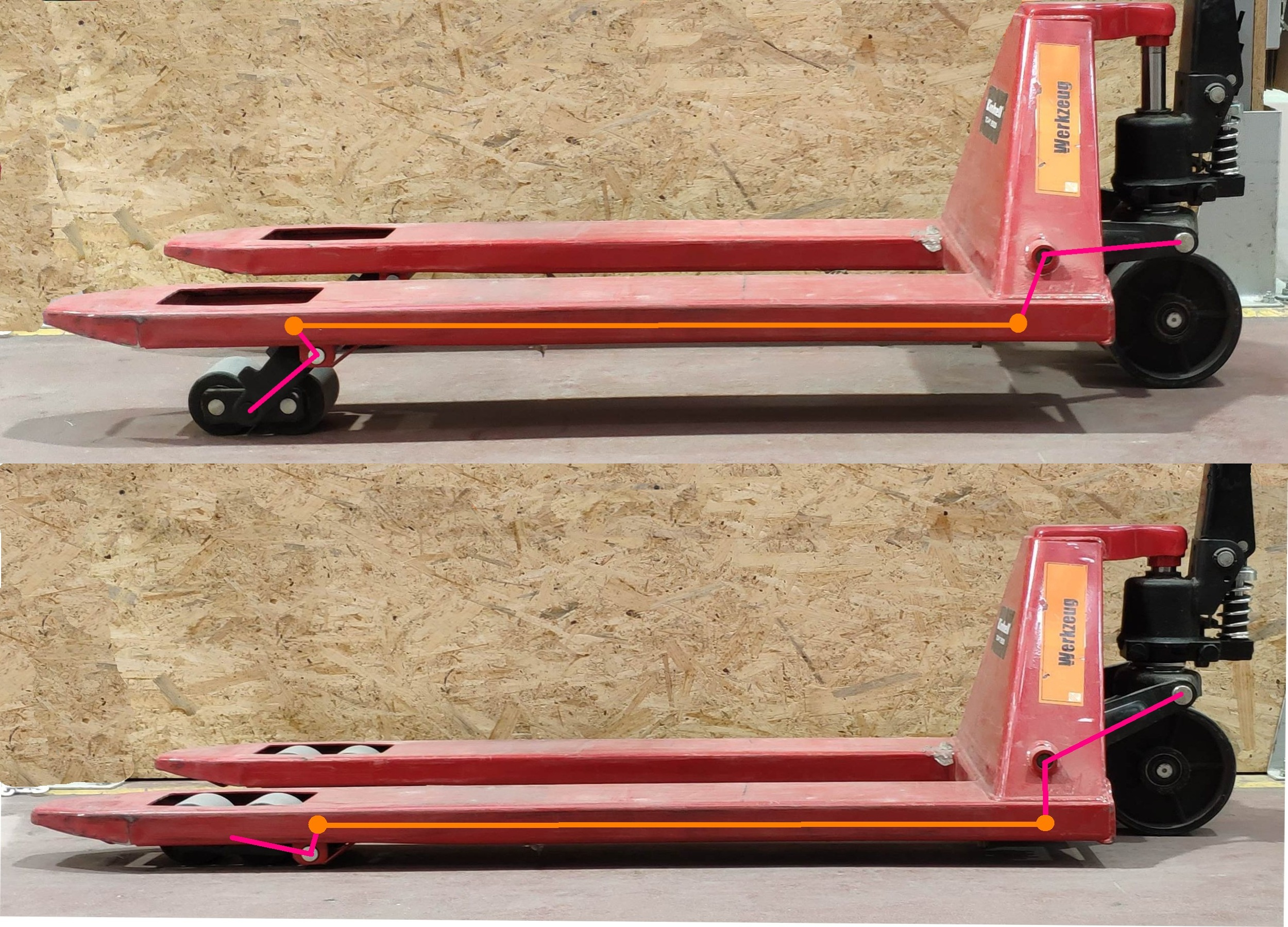
Handhubwagen Funktion

Ein langer Hebelgriff (Deichsel) dient zum Ziehen, Lenken und zum Anheben des gesamten Hubwagens durch einen Hydraulikzylinder. Durch Auf- und Abbewegen des Hebels wird die Hydraulikpumpe angetrieben und mit dem Hydraulikzylinder die Gabelbefestigung angehoben. Diese Bewegung wird um eine Achse oberhalb der Gabelzinken umgelenkt, sodass zwei Schubstangen in den Gabelzinken nach vorn geschoben werden, die über eine weitere Umlenkung die vorderen Rollen nach unten klappen.
Zum Ablassen dient in der Regel ein Hebel mit Seilzug am Griff des Hubwagens. Handhubwagen sind vergleichsweise leicht (unter 100 kg). Die Last kann gezogen oder geschoben werden. Die Traglasten reichen von 2,0 t (bei Standardgeräten) bis zu max. 10 t bei manuellen Geräten. Die Standardgabellänge beträgt 1150 mm und das Standardaußenmaß der Gabeln 520 mm für Europaletten. Beim seitlichen Einfahren in Europaletten muss die Länge der Gabeln mindestens 800 mm betragen. Der Hubwagen ist lediglich zum Lagern bzw. Umlagern von Paletten gedacht und nicht zur Beförderung von Personen.

## Elektro-Hubwagen
Elektrisch betriebene Hubwagen, zum Teil mit Stehplatz, verringern den Kraftaufwand des Bedieners und können zugleich höhere Nutzlasten befördern. Der elektrische Betrieb unterstützt die Fahrt oder das Heben der Last oder auch beides.

### Sicherheit
- In Deutschland ist eine jährliche UVV-Prüfung (nach Richtlinien der Berufsgenossenschaften) bei einem Elektrohubwagen vorgeschrieben.
- Ein Befähigungsnachweis (Fahrausweis) zum Führen von elektrischen Hubwagen ist nicht erforderlich, wenn der Hubwagen durch einen mitgehenden Fahrer, auch Mitgänger genannt, gesteuert wird. Es ist in diesem Fall gemäß berufsgenossenschaftlicher Verordnung § 7 Abs. 2 BGV D27  eine Unterweisung des Fahrers in der Handhabung des Hubwagens ausreichend. Die Beauftragung des Fahrers muss in diesem Fall nicht schriftlich erfolgen.[1]
- Bei Arbeiten über Kopfhöhe (1,8 m) braucht der Bediener in vielen Betrieben einen Befähigungsnachweis.

## Niederflur-Hubwagen
Ein Niederflurhubwagen ist ein Hubwagen mit flachen Gabeln, mit dem fast auf Bodenniveau (ab einer Einfahrtshöhe von 35 mm) Last aufgenommen werden kann. Dies ermöglicht den innerbetrieblichen Transport von Lasten (insbesondere solcher aus dem asiatischen Raum), die nicht auf den standardisierten Europaletten angeliefert werden.

## Wiegefunktion
Hubwagen können auch mit einer integrierten Waage, teilweise auch mit Drucker, ausgestattet sein. Hiermit kann eine beladene Palette gewogen werden. Mit einer Summenfunktion ausgestattet, kann das Gewicht einer Gesamtladung für einen LKW ermittelt werden, um zu vermeiden, dass dieser überladen wird. Zählwaagen verfügen darüber hinaus auch über eine eingebaute Zählfunktion, z. B. um Metallteile in einer Gitterbox zu zählen.